# Lissonota sardanator
Lissonota sardanator är en stekelart som beskrevs av Aubert 1969. Lissonota sardanator ingår i släktet Lissonota och familjen brokparasitsteklar. Inga underarter finns listade i Catalogue of Life.